# Орел (фільм, 1925)
«Орел» (англ. The Eagle) — американська історична мелодрама режисера Кларенса Брауна 1925 року.

## Сюжет
Під час огляду військ погляд імператриці Катерини випадково падає на молодого корнета Володимира Дубровського. Вона викликає його до себе і робить йому вельми недвозначну пропозицію. Але він тікає від неї, і так накликає на себе її гнів. Незабаром він дізнається, що його рідний маєток відібрав новий сусід батька, задирака і хвалько Кирила Троєкуров, а батько його помирає в злиднях. Дубровський кидається в рідне село, але встигає тільки сказати батькові останнє «прощавай», батько помирає у нього на руках. Дубровський клянеться помститися Кирилові Троєкурову за все заподіяне зло, він збирає зграю розбійників. Сам він приховав своє обличчя під маскою. За його подвиги і маску його прозвали Чорний Орел. Одного разу їм до рук потрапляє карета дочки Кирила Троєкурова Маші. Дубровський відпускає її. Зустрівши випадково найнятого Кирилом вчителя французької, він його підміняє, і як вчитель приїжджає в маєток.

## У ролях
- Рудольф Валентіно — Володимир Дубровський
- Вільма Банкі — Маша Троєкурова
- Луїз Дрессер — цариця
- Альберт Конті — Кушка
- Джеймс Маркус — Кирил Троєкуров
- Джордж Ніколс — суддя
- Керрі Кларк Ворд — тітка Аурелія
- Споттісвуд Аіткен — батько Дубровського
- Агостіно Боргато — священик